# Winfried Denk
Winfried Denk, né le 12 novembre 1957, est un physicien et neurobiologiste allemand, directeur de l'Institut Max-Planck pour l'intelligence biologique à Martinsried (sud-ouest de Munich). Il dirige également des recherches au Howard Hughes Medical Institute. Internationalement reconnu pour sa conception du premier microscope à deux photons en 1990, il a reçu le prix Gottfried-Wilhelm-Leibniz en 2003 et le Prix Kavli en 2012 en neurosciences avec Cornelia Bargmann et Ann Graybiel pour avoir élucidé les mécanismes neuronaux à la base de la perception et des prises de décision ; il est colauréat du Prix Brain de la Fondation Lundbeck en 2015.